# Carl Ulrik Emil Haxthausen
Carl Ulrik Emil Haxthausen (10. oktober 1807 i Kiel – 9. maj 1889) var en dansk officer.
Hans fader var generalmajor Frederik Julius Haxthausen. 14 år gammel trådte han ind i Hæren som volontær, blev straks efter artillerikadet og i 1823 stykjunker, medens han efter aflagt officerseksamen blev sekondløjtnant i artilleriet med aldersorden fra januar samme år. 1828 blev han kammerjunker. Premierløjtnants karakter erholdt han 1833, selve graden først i 1837, men blev så til gengæld kaptajn i 1841. Da Treårskrigen udbrød i 1848, erholdt han befaling over et halvbatteri, som skulle forsvare Lillebælt, men blev i juni samme år chef for 6. batteri, hvormed han på ærefuld måde deltog i kampen ved Ejstrup det følgende år samt i fægtningerne ved Alminde og Vejle, hvornæst han deltog i Olaf Ryes tilbagetog. I 1850 udmærkede Haxthausen sig særligt i slaget ved Isted, idet han med sine 8 kanoner i lang tid stod ene mod fjendens 24.
I 1852 fik han det hverv at overrække kejser Nikolaj af Rusland et espingolbatteri som gave fra kong Frederik VII. Haxthausen forfremmedes til major i 1854, ansattes 2 år senere som kommandør for artilleribrigadestaben, udnævntes 1857 til kammerherre, fik i 1860 oberstløjtnants karakter og opnåede året efter denne grad samtidig med at blive kommandør for 1. artilleriregiment. Da Carl XV i sommeren 1862 gæstede København, var han attacheret hos denne fyrste.
Ved krigens udbrud 1864 var Haxthausen chef for hærens reserveartilleri og blev, efter at hæren var ankommen til Dybbølstillingen, kommanderende artilleriofficer i denne, indtil sygdom 17. marts nødsagede ham til at træde tilbage. Som påskønnelse af sin virksomhed benådedes han med Kommandørkorset af 1. grad af Dannebrogordenen og erholdt tillige obersts karakter. Ved reduktionen i december samme år afskedigedes Haxthausen i nåde af krigstjenesten og erholdt i 1886 et nyt afskedspatent som generalmajor. Haxthausen, der forblev ugift, var en nobel personlighed, som lige indtil sin død, 9. maj 1889, følte sig stærkt knyttet til sit gamle våben.